# Seychelle Gabriel

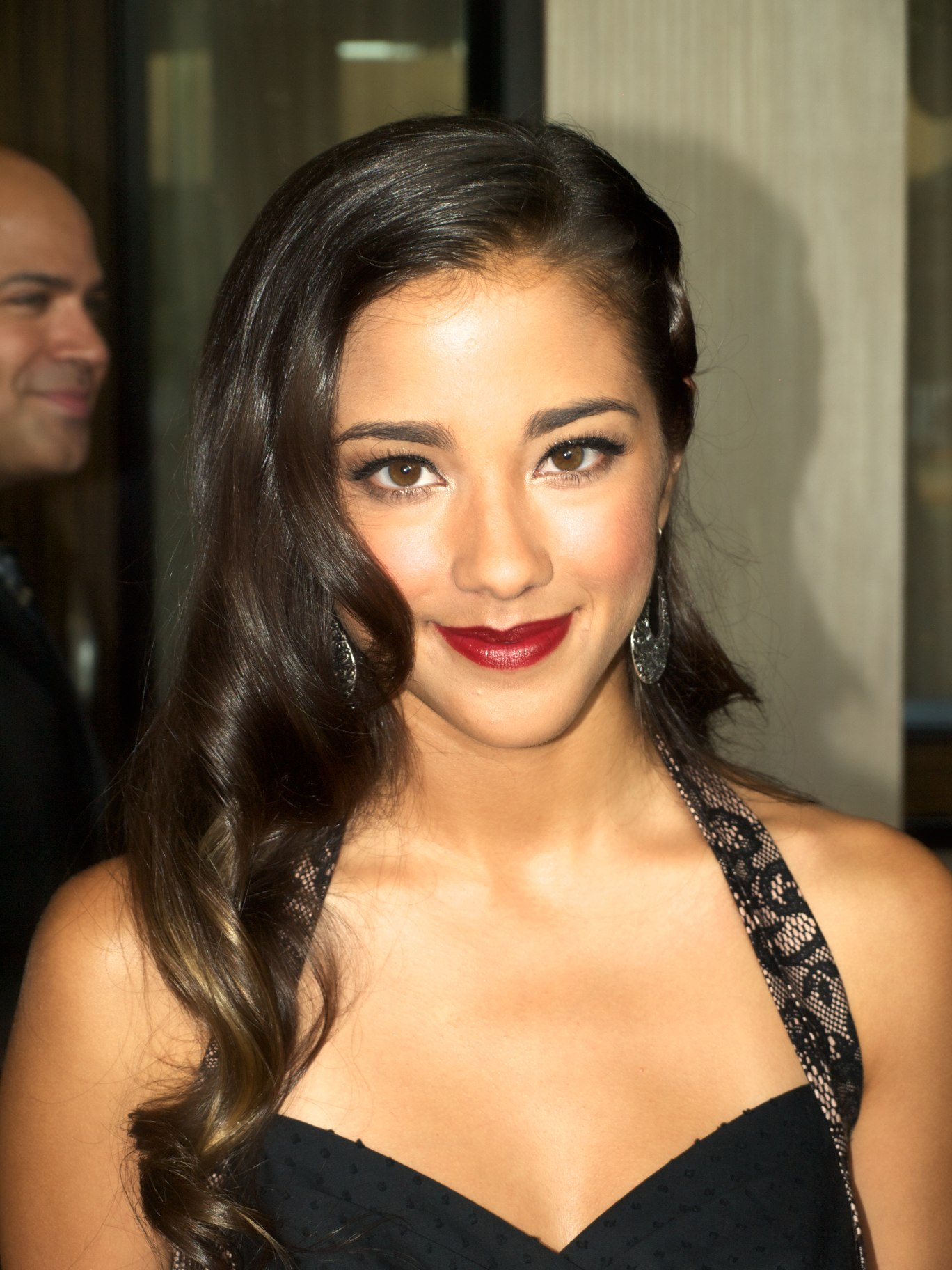
Seychelle Gabriel

Seychelle Suzanne Gabriel (* 25. März 1991 in Burbank, Kalifornien) ist eine US-amerikanische Schauspielerin und Sängerin.

## Leben
Seychelle Gabriel feierte bereits im Babyalter ihr Kameradebüt mit der Serie Wunderbare Jahre. Im Kindesalter war sie dann in diversen Werbespots als auch Printanzeigen zu sehen. Sie hatte zudem einen Kurzauftritt in der Tonight Show mit Jay Leno. Erste Theatererfahrungen sammelte sie an der High School im heimatlichen Burbank.
Schon als Teenager nahm sie auch Klavier- und Gitarrenunterricht und trat darüber hinaus im Schulchor auf. Um sich fortzubilden, besuchte sie für ein Semester die London Academy of Music and Dramatic Art. Von 2011 bis 2014 war sie in der von Steven Spielberg mitproduzierten Science-Fiction-Fernsehserie Falling Skies als Lourdes Delgado zu sehen. Ebenso war sie von 2012 bis 2014 die Synchronstimme von Asami Sato in der Fantasy-Zeichentrickserie Die Legende von Korra.

## Filmografie (Auswahl)
- 2007: Zoey 101 (Fernsehserie, Episode 3x16)
- 2008: The Spirit
- 2009: Weeds – Kleine Deals unter Nachbarn (Weeds, Fernsehserie, 3 Episoden)
- 2010: Miami Medical (Fernsehserie, Episode 1x08)
- 2010: Die Legende von Aang (The Last Airbender)
- 2011: Honey 2 – Lass keinen Move aus (Honey 2)
- 2011–2014: Falling Skies (Fernsehserie, 38 Episoden)
- 2012–2014: Die Legende von Korra (The Legend of Korra, Fernsehserie, Stimme)
- 2013: Revenge (Fernsehserie, 4 Episoden)
- 2015: Beautiful & Twisted (Fernsehfilm)
- 2016: Sleight – Tricks & Drugs & Zauberei (Sleight)
- 2017: The Outdoorsman
- 2017: Sleepy Hollow (Fernsehserie, 3 Episoden)
- 2018: Blood Fest
- 2019: Get Shorty (Fernsehserie, 3 Episoden)
- 2021: The Tomorrow War
- 2023: Daisy Jones & the Six (Miniserie, 10 Folgen)